# JD Edwards
JD Edwards は、1977年、Jack Thompson、 Dan Gregory、Ed McVaney がデンヴァーに創設したコンピュータソフトウェア企業である。同社は企業名と同じ会計ソフトウェアをIBMのオフィスコンピュータ向けに製造販売した。当初、System/34とSystem/36を対象とし、1980年代中ごろにはSystem/38、その後AS/400へと移行していった。
同社は会計ソフトウェアに徐々に機能を追加していき、プラットフォームに依存しない企業資源計画 (ERP) アプリケーションへと発展させ、1996年に OneWorld と改称した。
1998年5月、Ed McVaney は3200万ドルをネブラスカ大学リンカーン校に寄付し、J.D. Edwards Honors Program が創設された。このプログラムは計算機科学とマネジメントスキルを統合したもので、次代を担うビジネス専門家の教育を目的としている。
2003年6月、JD Edwards はピープルソフトによる買収に合意した。買収は7月に完了している。OneWorld はピープルソフトの製品系列に組み込まれ、EnterpriseOne となった。2004年12月、オラクルがピープルソフトを買収したが、JD Edwards に由来する製品は今も販売されている。オラクルは、同社の元々の製品とピープルソフトや JD Edwards の製品を統合する新たな製品を計画している。買収後も EnterpriseOne は機能拡張され続けている。